# Christophe II. de Harlay
Christophe (II.) de Harlay, Comte de Beaumont (* um 1570; † 1615) war ein französischer Politiker und Diplomat, der vor allem als Botschafter in England diente.

## Leben
Christophe de Harlay war das einzige Kind von Achille de Harlay, Seigneur de Beaumont (1536–1616) und Erster Präsident des Parlements von Paris (1582–1616), und Catherine de Thou. Er wurde Conseiller und 1582 Président du Parlement de Paris.

### Botschafter in England
Anfang des 17. Jahrhunderts wurde Christophe de Harlay als Diplomat nach London geschickt, wo er unter dem Namen Beaumont nach dem Besitz seines Vaters bekannt ist. Er kam im November 1601 nach England, um in maritimen Fragen zu beraten, und ersetzte anschließend den dort ansässigen französischen Botschafter, Monsieur de Boissise. In seine Amtszeit fielen der Tod der Königin Elisabeth I. im März 1603 und auch die Thronbesteigung ihres Nachfolgers Jakob I. – den er gleich mit der angeblichen Äußerung, Arbella Stuart sei eine geeignete Nachfolgerin für Königin Elisabeth, so verärgerte, dass Jakob I. schon im April 1603 Heinrich IV. um seine Ablösung bat – was der französische König mit der Feststellung ablehnte, Beaumont sei Opfer einer Verleumdung geworden.
Beaumont und sein Cousin Robert de Harlay, Baron de Monglat, ein Bruder von Nicolas de Harlay, Seigneur de Sancy, dem Eigentümer des Sancy-Diamanten, wickelten mit Robert Cecil den Kauf des 53 Karat schweren Diamanten für 60.000 Écu an den englischen König ab, der den Diamanten mit Steinen aus dem „Great H of Scotland“ in ein neues Schmuckstück namens „Mirror of Great Britain“ einfassen ließ.
Beaumont verließ England am 1. November 1605, wenige Tage vor der Entdeckung des Gunpowder Plot am 5. November, was ihm den Verdacht einbrachte, davon gewusst zu haben – was Heinrich IV. im Dezember 1605 zu einem weiteren Dementi zugunsten Beaumonts veranlasste.
Eine der französischen Begleiterinnen von Christophe de Harlays Ehefrau Anne Rabot in London war Charlotte des Essarts (* um 1580; † 1651), eine Verwandte Beaumonts (ihre Mutter war eine Harlay), die 1602 die Geliebte Christoph de Harlays wurde, 1605 mit ihm nach Frankreich zurückkehrte, wo sie 1607 die Mätresse Heinrichs IV. und 1609 Gräfin von Romorantin wurde.
Es gibt ein Porträt von Beaumont in Hatfield House, dem Landsitz Robert Cecils, im Alter von 34 Jahren aus dem Jahr 1605.

### Wieder in Frankreich
1611 wurde Christophe de Harlay zum Ritter im Orden vom Heiligen Geist ernannt, im September 1612 zum Comte de Beaumont (die Erhebung wurde erst am 18. März 1649 im Parlement de Paris und am 27. Juni 1650 in der Chambre des comptes registriert), am 20. Dezember 1613 (registriert am 8. Januar 1614) zum Lieutenant- général au Gouvernement de Ville et Duché d’Orléans, d’Étampes, et des Bailiages de Gien et de Montargis (registriert 1614), zudem war er Bailli du Palais.
Christophe de Harlay starb 1615 und damit ein Jahr vor seinem Vater.

## Ehe und Familie
Christophe de Harlay heiratete am 3. Juni 1599 Anne Rabot, Dame d’Illins, Erbtochter von Ennemond Rabot, Seigneur d’Illins, d’Hautefort etc., Premier Président du Parlement de Grenoble, und Anne de Bellièvre. Ihre Kinder sind:
- Anne Sophie (getauft Mai 1604 in London, † 1605 in England), sie wurde in der Westminster Abbey beigesetzt, wo ein Obelisk mit einer lateinischen Inschrift und dem Harlay-Wappen an sie erinnert.[8]
- Achille (II.) (* 1606; † 7. Juni 1671), Comte de Beaumont, Seigneur de Dollot, de Stains etc., Conseiller au Parlement de Paris (1628–1635), Maître des requêtes (1635–1661), Conseiller d’État et Procureur général (1661–1667); ⚭ 18. Oktober 1638 Jeanne-Marie de Bellièvre (* 1617; † 11. Februar 1657), Tochter von Nicolas de Bellièvre, Seigneur de Grignon, Président à mortier du Parlement de Paris, und Claude Brulart
- Charles († 1636), Baron d’Illins et de Dollot
- Christophe Auguste, Abt von Saint-Urbain de Châlons, 1642 Seigneur de Cély, de Bonneuil etc.; ⚭ 24. September 1642 Francoise Charlotte de Thou (* um 1612; † nach 167), Dame de Bonneuil, Erbtochter von René de Thou, Seigneur de Bonneuil et de Cély, und Marie Faye-d’Espeisses
- Anne Catherine († 1626 in Arinthod); ⚭ 1618 Claude Gabriel de Mouchet de Batefort, Seigneur de Laubespin, de Bornet, de Toissia, de Sainte-Colombe, Bon de Tramelai, d’Arinthos, Châteauneuf et Fétigny (* 25. Januar 1591 in Poligny, † 25. August 1657 in Brüssel), Kommandeur des Santiagoordens, Sohn von Lionel de Mouchet de Batefort und Barbe de Laubespin
- Elisabeth Marie und Claire, geistlich in Le Paraclet
- Marie Marguerite († jung) geistlich in Montfleury bei Grenoble
- Charlotte Marguerite († jung)
- Ennemonde Joachim († nach 1666); ⚭(1) 1615 Jean Claude, Marquis de Nerestang, Baron d’Entremond (* 1591; † 2. August 1639 bei der Belagerung von Turin[9]), Grand Maître de l’Ordre de Notre-Dame de Mont-Carmel et de Saint-Lazare de Jerusalem; ⚭(2) 1642 Charles des Essars, Seigneur oder Marquis de Maigneux, 1597 Gouverneur von Montreuil